# Silent Witness
Silent Witness, früher Gerichtsmediziner Dr. Leo Dalton, davor Gerichtsmedizinerin Dr. Samantha Ryan ist eine von der BBC seit 1996 produzierte Fernsehserie, die von 2000 bis 2005 sowie 2008 in Deutschland von RTL ausgestrahlt wurde. 2012 wurden neue Folgen vom Pay-TV-Sender Fox Channel gesendet. Seit 2014 erfolgt die deutsche Erstausstrahlung ab der 15. Staffel auf ZDFneo.
In Großbritannien sind alle Episoden in zwei Teile gegliedert, während in Deutschland jede Folge in Spielfilmlänge ausgestrahlt wird. Die Folgen der Staffeln eins bis fünf haben eine (für die deutsche Ausstrahlung gekürzte) Laufzeit von 90 Minuten. Seit Staffel sechs hat man die Laufzeit auf 120 Minuten ausgeweitet.

## Geschichte
Nachdem die Hauptdarstellerin Amanda Burton aus der Serie ausstieg, musste in Deutschland der Serientitel von Gerichtsmedizinerin Dr. Samantha Ryan in Gerichtsmediziner Dr. Leo Dalton umbenannt werden. Seit dem Start der 13. Staffel wird die Serie auch in Deutschland unter dem Originaltitel Silent Witness ausgestrahlt.

## Handlung
In der Serie geht es um die Aufklärung von Todesfällen von Personen, bei der die Gerichtsmediziner nicht nur unterstützend für die Polizei arbeiten, sondern oftmals auch selbst in die Ermittlungen eingebunden werden. Charakteristisch für die Serie ist, dass – im Gegensatz zu anderen Serien – mehrere Fälle von den Gerichtsmedizinern parallel bearbeitet und dem Zuschauer gezeigt werden. Dabei sind diese Fälle nur manchmal miteinander verknüpft.
Dr. Samantha Ryan war die leitende Gerichtsmedizinerin, bis sie ihren Beruf aufgab, um in ihre Heimat nach Belfast zurückzukehren. Dr. Leo Dalton übernahm anschließend ihren Posten. Infolgedessen wurde Dr. Nikki Alexander eingestellt, um wieder drei Gerichtsmediziner im Team zu haben.
Dr. Leo Dalton wird in der letzten Folge der 16. Staffel nach Afghanistan beordert. Als er dort einen Bekannten wiedertrifft, entpuppt dieser sich als Selbstmordattentäter, der sich eine Bombe um den Körper geschnallt hat. Bei der Detonation der Bombe kommt Dr. Leo Dalton ums Leben.
Ab Staffel 17 übernimmt Dr. Thomas Chamberlain die Position des verstorbenen Dr. Leo Dalton. Er stirbt im Finale der 23. Staffel durch ein Nervengift.

## Besetzung
| Rolle         | Rolle                | Schauspieler      | Dauer der Hauptrolle | Dauer der Hauptrolle | Synchronsprecher                                       |
| akad. Grad.   | Name                 | Schauspieler      | Staffeln             | Episoden             | Synchronsprecher                                       |
| ------------- | -------------------- | ----------------- | -------------------- | -------------------- | ------------------------------------------------------ |
| Prof. Dr.     | Samantha Ryan        | Amanda Burton     | 1–8, 25–             | 1–54, 223—           | Angelika Bender                                        |
| Prof. Dr.     | Leo Dalton †         | William Gaminara  | 6–16, 20             | 37–142, 182          | Jacques Breuer                                         |
| Dr.           | Harry Cunningham     | Tom Ward          | 6–15                 | 37–132               | Matthias Klie                                          |
| Dr.           | Nikki Alexander      | Emilia Fox        | 8–                   | 57–                  | Irina Wanka                                            |
| Dr.           | Trevor Stewart       | William Armstrong | 1–3                  | 1–24                 | Peter Reinhardt                                        |
| Dr.           | Fred Dale            | Sam Parks         | 1–3                  | 1–24                 |                                                        |
| Dr.           | Jack Hodgson         | David Caves       | 16–                  | 133–                 | Stefan Günther (1. Stimme) Markus Pfeiffer (2. Stimme) |
| Lab Assistant | Clarissa Mullery     | Liz Carr          | 16–23                | 133–212              | Michaela Geuer                                         |
| Dr.           | Thomas Chamberlain † | Richard Lintern   | 17–23                | 143–212              | Frank Röth                                             |

## Fernsehausstrahlung
In Großbritannien wurde die Serie erstmals im Februar 1996 gesendet. Die Ausstrahlung der ersten neun Staffeln in Deutschland fand ab Juni 2000 auf RTL statt. Obwohl die Serie nicht nur in Großbritannien, sondern auch in Deutschland hohe Einschaltquoten erzielt (bei der 8. Staffel ließ das Zuschauerinteresse in Deutschland jedoch nach), wird sie dem deutschen Publikum nur in sehr unregelmäßigen Abständen gezeigt. Zwischen September 2005 und April 2008 zeigte man in Deutschland keine neuen Folgen. Nach Ausstrahlung der 9. Staffel gab es ab August 2008 eine weitere vierjährige Pause. 2012 wurden die 13. und 14. Staffel vom Pay-TV-Sender FOX aufgeführt. Wann eine Ausstrahlung der Staffeln 10–12 erfolgt, ist derzeit unbekannt. Die Staffeln 15 bis 21 wurden seit dem 17. Juli 2014 auf ZDFneo gezeigt. Die Ausstrahlung der 22. Staffel erfolgte als Nacht-Marathon an einem Wochenende ab dem 24. Januar 2020 auf ZDFneo.

## DVDs
Bisher sind in Deutschland die Folgen der Staffel 1 einzeln unter der Bezeichnung Gerichtsmedizinerin Dr. Samantha Ryan zzgl. Folgentitel, die Staffeln 2 bis 7 unter Gerichtsmedizinerin Dr. Samantha Ryan zzgl. Staffelnummer, die Staffeln 8, 9, 13  und 14–16 unter dem Titel Silent Witness – Gerichtsmediziner Dr. Leo Dalton auf DVD veröffentlicht. In Großbritannien wurden die Staffeln 1 bis 22 veröffentlicht.